# Ketnet
Ketnet es el canal de televisión público infantil belga para la Comunidad Flamenca de Bélgica, el cual es de propiedad de VRT. El canal tiene como objetivo principal proporcionar una alternativa a la difusión de contenidos generalmente violentos que entregan otras cadenas privadas en su programación infantil. De hecho, el canal es muy popular entre los niños de Flandes, e incluso en los Países Bajos [cita requerida], debido a su programación de calidad que consiste tanto en sus producciones locales como producciones de origen foráneo.

## Historia
Ketnet en sus inicios compartía señal con el canal cultural público flamenco Canvas hasta el año 2012, su programación se restringía desde las 7 de la mañana hasta las 8 de la noche (igual que hoy en día). Sin embargo, puede estar sujeta a interrupciones debido a la cobertura de acontecimientos deportivos bajo la denominación Sporza (actualmente, la marca solo transmite cuando Ketnet no se encuentra en emisión). Ketnet se pasó al canal Op 12 que se lanzó el 1 de mayo del mismo año. Dos semanas después, Canvas y Ketnet tendrían cada uno su programación diferente. Cuando Op 12 cerró a finales de 2014 ketnet pasó a emitir las 24 horas del día sin interrupciones.
Su modelo es muy similar al de los británicos CBBC (niños jóvenes) y CBeebies (preescolar), ya que además en este caso, el canal cuenta con presentadores locales (llamados Ketnetwrappers). 
Ketnet llevó a cabo una importante operación de renovación en abril de 2006, en la que muchos de los programas antiguos dejaron de emitirse.
Los contenidos preescolares se emiten bajo el nombre de Ketnet Junior
La señal tiene también su propia señal de radio digital: Ketnet Hits.
Ketnet es la contraparte flamenca del bloque infantil belga francés OUFtivi (que se ve por La Trois), porque también transmite contenido pensado para niños.

## Programas
- Chica Supersabia (WordGirl)
- Clifford the Big Red Dog
- Hero Elementary
- FETCH! with Ruff
- Martha Habla (Martha Speaks)
- SciGirls
- Elinor Wonders Why